# Кохедес
Кохедес (ісп. el Cojedes) — один із 23 штатів Венесуели, розташований у центральній частині країни.
Адміністративний центр штату — місто Сан-Карлос.

## Географія
Штат розміщується у північній частині області Льянос-Оріноко. Клімат — субекваторіальний.